# Prato Leventina
Prato Leventina är en ort och kommun i distriktet Leventina i kantonen Ticino, Schweiz. Kommunen har 381 invånare (2023).
Kommunens förvaltning ligger i ortsdelen Rodi-Fiesso.